# Duke Robillard
Duke Robillard (nacido con el nombre de Michael John Robillard, el 4 de octubre de 1948 en Woonsocket, Rhode Island) es un guitarrista y cantante de blues norteamericano.
Guitarrista versátil, cantante y estudioso del género de la música negra estadounidense, Duke interpreta distintos estilos como el jazz, swing, el blues y todas sus ramas con una facilidad asombrosa. Si bien puede interpretar y emular el sonido y fraseo de diversos guitarristas del género, como lo hizo en su disco Guitar Groove-A-Rama (2006), cuando llega el momento de interpretar el estilo del guitarrista T-Bone Walker, deja en claro cual es su más marcada influencia.

## Discografía

### Solista
- Let Me Love You/Sleepin' On It (1981) (Wham Single)
- Duke Robillard & The Pleasure Kings (1984) (Rounder)
- Too Hot To Handle (1985) (Rounder)
- Swing (1987) (Rounder)
- You Got Me (1988) (Rounder)
- Rockin' Blues (1988) (Rounder)
- Turn It Around (1991) (Rounder)
- After Hours Swing Session (1992) (Rounder)
- Temptation (1992) (Pointblank)
- Duke Robillard Plays Jazz (1997) (Rounder)
- Duke Robillard Plays Blues (1997) (Rounder)
- New Blues For Modern Man (1998) (Stretchin' Out)
- Living With The Blues (2000) (Stony Plain)
- More Conversations in Swing Guitar (2003) (Stony Plain) (Con Herb Ellis)
- Exalted Lover (2003) (Stony Plain)
- Blue Mood (2003) (Stony Plain)
- The Duke Meets The Earl (2004) (Stony Plain)
- Guitar Groove-A-Rama (2006) (Stony Plain)
- World Full of Blues (2007) (Dixiefrog)
- A Swingin´ Session with Duke Robillard (2008) (Stony Plain)
- Passport to the Blues (2010) (Dixie Frog)
- Wobble Walkin´ (2011) (Blue Duchess) (Como Duke Robillard Jazz Trio)
- The Acoustic Blues & Roots of Duke Robillard (2015) (Stony Plain)
- Blues Full Circle (2016) (Stony Plain)
- Duke Robillard & His Dames of Rythm (2017) (MC)
- The Calles It Rythm & blues (2022) (Stony Plain)